# Аных
Аных, Унуг (он же Уьнуьгъ, Инигь, Энигъ; азерб. Əniq, по азербайджанской кириллице Унуг/Унух(Аных), либо Əниг) — селение в Гусарском районе Азербайджана.

## География
Унух расположен в западной, нагорной части Гусарского района, в 24 км к юго-западу от районного центра, на окраине шоссе Гусар-Зинданмуруг, на правом берегу реки Кусарчай.
На востоке его соседом является селение Суваджал, к западу расположены селения Зинданмуруг и Джагар.

## История

### Предания о появлении селения
Аных относится к старинным лезгинским сёлам в Азербайджане. Время его основания установить невозможно.
По легенде данное селение будто когда-то в древности построили армяне, основавшими здесь своё ханство. В конце 1950-х годов филолог М. Гаджиев записал рассказ у гражданина селения Аных, агронома Назима Мамедова (1926 года рождения):

Тысяча пятьсот лет тому назад у подножий и на склоне Шахдага (а в то время эта гора ещё не носила название Шахдаг) жили армяне, а на побережьях рек — евреи. Затем евреи постепенно ушли в большие города. Оставшиеся армяне основали себе родину в селении Аных, окружив село каменном стеной — оградой высотой в пять метров и толщиной от шести до полутора метра, защитили себя (оборонились) от мусульман, устроили из Аныха, как из города, ханство, а в трёх километрах от Аныха, в ущелье, обращённом к горе, устроили тюрьму, и стали жить. Затем на этой горе обитали семь братьев и одна сестра, называвшиеся мусульманами. Они, армяне и эти семь братьев, начали войну... Эти семь братьев оказались сильнее армян. Тогда... армяне применили хитрость, обманули сестру этих братьев, обещав этой девушке всё своё богатство. Чтобы продать (предать) семь братьев своих, эта девушка залила их шашки киром (асфальтом) и сообщила об этом армянам. Обе стороны выступили в наступление. И армяне уничтожили этих семь братьев. Армяне, сказав, женщина, не ценящая брата, нам не нужна, убили эту девушку тяжёлым, очень плохим образом. Об этом происшествии узнали другие мусульмане, и они изгнали армян с подножий горы Шахдаг. Потом они построили село на месте, где находились армяне, и дали этому селу название Анихан. 

Советский этнограф М. И. Ихилов, который, между прочем, собирал в 1950-х годах полевой историко-этнографический материал, оставил следующую запись: «местные жители приписывают основание селения мифическому родоначальнику Абукару. Под этим именем в селении до сих пор насчитывается 75 семей. Все они именуют себя Абукарлар «аграба» (род)».

### В царский и советский периоды
В начале XIX века Восточное Закавказье стало частью Российской империи. Аных (название на местном языке ﻋﻨﻖ) входил в состав Аныхдаринского магала Будугского участка Кубинского уезда Дербентской губернии, просуществовавшей с 1846 по 1860 год. После упразднения Дербентской губернии, её большая часть вошла в состав новообразованной Дагестанской области, в то время как Кубинский уезд отошёл Бакинской губернии.
В последующем, казённая деревня Аных относилась к Кубинскому уезду Бакинской губернии. Во второй половине XIX века от Аныха существовал отселок Кара-геди, расположенный при ветви реки Самура.
В 1880-х годах 3 населённых пункта (Аных, Муруг малый и Джагар) составляли Аныхское сельское общество, а в начале XX веке Аныхское общество включало уже 4 населённых пункта (Аных, Аралог-кишлаг, Джагар и Малый-Муруг) и данное общество относилось к Кусарскому полицейскому участку.
8 августа 1930 года в составе Азербайджанской ССР был образован Гильский район. Указом от 19 июля 1938 года он был переименован в Кусарский район. В 1960—1970-х годах 3 населённых пункта (Аных, Аныхоба и Хулухоба) входили в состав Аныхского сельского Совета (сельсовета) данного района.

## Население

### XIX век
Согласно сведениям «Кавказского календаря» на 1857 год в селении Аных проживали лезгины-сунниты и разговаривали по-кюрински (то есть по-лезгински). По данным списков населённых мест Бакинской губернии от 1870 года, составленных по сведения камерального описания губернии с 1859 по 1864 год, здесь имелось 117 дворов и 886 жителей (463 мужчины и 423 женщины), состоящих из кюринцев-суннитов (лезгин-суннитов).
В дальнейшем мы видим увеличение численности населения деревни. Так, по сведениям 1873 года, опубликованным в изданном в 1879 году под редакцией Н. К. Зейдлица «Сборнике сведений о Кавказе», в деревне Аных было уже 139 дворов и 1,009 жителей (533 мужчины и 476 женщин) и тоже кюринцев-суннитов (лезгин-суннитов).
Материалы посемейных списков на 1886 год показывают здесь 1,068 жителей (572 мужчины и 496 женщин; 121 дым) и все кюринцы-сунниты, из которых 1,043 крестьян на казённой земле (562 мужчины и 481 женщина; 118 дымов) и 25 представителей суннитского духовенства (10 мужчин и 15 женщин). По результатам переписи 1897 года в Аныхе проживало 1,054 жителя (549 мужчин и 505 женщин) и все мусульмане.

### XX век
От предыдущих статистических данных XIX века отличается одна статистическая ведомость, приложенной к Обзору Бакинской губернии за 1902 года и показывающей национальный состав коренного населения населённых пунктов Бакинской губернии к 1 января 1903 года. По Аныху она указывает 140 дымов и 1,030 душ (530 мужчин и 500 женщин), при этом в графе национальность сказано «татары и шииты».
Численность и состав населения Аныха приводится и в «Кавказском календаре» на 1904 год. Сведения этого источника опирались на данные статистических комитетов Кавказского края. Согласно календарю, в Аныхе было 1,063 жителя и также в основном кюринцы (лезгины).
«Кавказский календарь» на 1910 год отмечает уже три одноимённых населённых пункта в Кусарском участке Кубинского уезда Бакинской губернии. Первый — селение Аных, где за 1908 год проживало 1,136 человек, в основном лезгины. Остальные два — Аных-Кишляги и Аных-Казмаляр, где за 1905 год жили 101 и 27 человек соответственно, зафиксированных как кюринцы (то есть лезгины).
О сословном, этническом и численном составе Аныха, а также другой информации, говорится в Списке населённых мест, относящимся к Бакинской губернии и изданном Бакинским губернским статистическим комитетом в 1911 году. Согласно этим данным численность населения деревни составляла 1,400 человек (800 мужчин и 600 женщин; 160 дымов), лезгин по национальности, все их которых поселяне на казённой земле. По тем же сведениям на русском языке были грамотны 3 мужчин, на местном языке — 20 мужчин.
Очередной «Кавказский календарь» на 1912 год показал уже 1144 человека, также состоящих в основном из лезгин. Что касается последующих выпусков «Кавказского календаря» на 1915 и 1916 годы, то они отличаются от остальных выпусков «Кавказского календаря» тем, что жители Аныха в них теперь указывались как «татары» (то есть азербайджанцы); численность населения по этим двум выпускам календаря — 1,236 человека.
По состоянию на 1978 год численность население данной деревни составляла 1,854 человека.

## Сихилы
В общество Уьнуьгъар выходят:
Айдаткай — Потомки Айды,
Эрабакай — потомки Эрби, 
ЧIовкъолакай — потомки Джовколы,
Фекьияр — религиозные служители, такой сихил есть почти во всех селах. 
Хажханакай — потомки  абрека Хаджихана. 
ПигIемакай — потомки Пихема.
Татлаяр — потомки Татла.
ТIихьирар — выходцы из Тахирджала, пришли на помощь во время какой-то войны. 
Мискискар — выходцы из села Мискинджи, укрылись тут от кровной мести. 
Къарабагъвияр — имеющие родственные связи с выходцами из Карабаха. (По одной из версий у одной из семей этого сихила не было детей, он от своего друга из Карабаха усыновил себе сына, позже видя что его сын скучает по настоящей матери приглашает всю его семью в Унуг и строит ему дом в своем дворе, также позже у него появляются и свои дети.)
Эгрияр —  буквально "разбойники". Представили этого сихила часто нападали на прикаспийские гарнизоны завоевателей. 
Кесдияр — потомки Кесди

## Достопримечательности
На территории селения, на правом берегу реки Кусарчай, расположены остатки средневековой крепости Эных, которая, на основание археологического материала, датируется IX — XIV веками. Крепость впервые зафиксировали в 1960 году, а в 1976 году крепостные остатки осмотрела специальная археологическая экспедиция «Свод археологических памятников Азербайджана» (САПА).
В 1 км севернее Аныха, на левом обрывистом берегу Кусарчая, находится могильник эпохи раннего средневековья и датируемый IX — XII веками.